# Радга-Крішна
Радга-Крішна (санскр. राधा कृष्ण, rādhā-kṛṣṇa IAST) — індуїстське божество, одна з форм Бога в індуїзмі. Крішну часто називають Бхагаван в гаудія-вайшнавізму теології, а Радга — це молода жінка, гопі, який є вищим Крішни коханого. З Крішни, Радга визнаний Верховна Богиня, бо він каже, що вона контролює Крішни з її любов'ю Вважається, що Крішна зачаровує світ, але Радга «зачаровує навіть його Тому вона є верховною богині всіх Радга Крішна ..»
поклоніння якої характерно для таких традицій кришнаїзму, як Німбарка-сампрадая, пуштімарга і гаудія-вайшнавізм. У цій формі, Бог постає як божественна пара, в чоловічій і жіночій іпостасях: Крішна і його кохана Радга. У Гауді-вайшнавським богослов'ї Крішна виступає як початкова іпостась Бога, а Радга — як його вічна кохана дівчина-пастушка гопі, як початкова жіноча іпостась Бога, джерело всіх гопі, що беруть участь в танці раса та інших іграх. По відношенню до Крішни, Радга розглядається як верховна богиня, яка контролює Крішну силою свого кохання. Описується, що Крішна настільки прекрасний, що підкоряє своєю красою весь світ, але Радга зачаровує навіть його і тому займає більш високе становище. Тема божественної любові між Крішною і Радгою стала популярним мотивом в мистецтві і літературі Індії починаючи з XII століття а, з часів орісского поета і святого Джаядева, який написав санскритську поему «Гітаговінда».

## Філософія
Згідно з Гаудія-Вайшнавським богослов'ям, божественна жіноча енергія (шакті) відбувається з божественного джерела, Бога чи шактимана. «Сіта споріднена з Рамою; Лакшмі належить Нараян е; а у Радхі є її Крішна». Так як Крішна розглядається як джерело всіх проявів Бога, «Радга, його дружина, є початковим джерелом усіх шакті» або жіночих еманацій божественної енергії.
Середньовічний Гауді-вайшнавский богослов Джіва Госвамі у своїй праці «Пріті-сандарбха» стверджує що кожна з гопі проявляє різний рівень екстатичної любові. Найвищий рівень любові до Крішни демонструє Радга.
Спільне походження слівшактіішактіман, в даному випадку позначають жіночу та чоловічу іпостась Бога, вказує на те, що вони невідмінне один від одного і є одне ціле. Практично всі форми Бога в індуїзмі, також як і всі діви, мають жіночого партнера, свою «кращу половину» або Шакті. Без цієї Шакті, вони часто розглядаються як не мають сили. У індуїзмі є звичайною практикою поклоніння Богові одночасно в його жіночої та чоловічої іпостасях, що і має місце у випадку з Радга-Крішною. Традиції, в яких Крішні поклоняються як палям-Бхагаван у в його чоловічій формі, також містять у собі поклоніння його жіночій половині Радзі, яку також шанують як верховне божество. Вважається загальноприйнятим подання, в якому єднання Радгі і Крішни може означати єднання шакті з шактіманом, причому подібна точка зору існує також і за межами ортодоксального вайшнавізма і кришнаїзм а.
У концепції шакті-шактімана, відомої як шакті-парінама-вада, або вчення про видозмінах божественної енергії, можна виявити онтологічну структуру, що описує «в-собі-і-для-себе» Бога.
Крішна — Шактіман, «володіє шакті» (силою або енергією). Шакті є одночасно і здатність Крішни, залишаючись незмінним, перетворювати себе у різноманітні форми наявного буття, і сама ця готівку. На відміну від аватар, які при всьому їх різноманітті є не що інше, як сам Крішна, як би надевающий на себе різні личини, шакті є сутностями іншого порядку, мають свою основу в Крішни, нерозривно пов'язаними з ним, але відмінними від нього і відносно самостійними. Як аналогія наводиться співвідношення сонця і його променів, які виходять із сонця, залежать від нього, але разом з тим є щось відмінне від світила. Попри те, що сонце випромінює величезну енергію, воно завжди залишається вірним самому собі. Точно так само і Крішна завжди повний і не терпить ніякої шкоди, попри те, що перетворює себе з допомогою своєї шакті у безліч форм. Послідовники Шанкар не визнають вчення шакті-парінама-вади, оскільки вважають, що якщо допустити видозміни, неминуче потрібно визнати те, що Брахман терпить збитки, а тоді він не є єдине (адвая), що неможливо. Отже, будь-яка зміна є ілюзія. З іншого боку, таку думку позбавляє послідовників адвайти можливості пояснити походження різноманіття форм наявного буття, до того ж подібна трактування Шанкар розходиться з авторитетним свідченням Упанішад, в одному з відомих висловів яких доктрина шакті-парінама-вади знаходить своє підтвердження: « коли з цілого віднімається ціле, початкове ціле залишається цілим».
Існує три види шакті:
1. Антаранга-шакті (внутрішня енергія)
2. Бахіранга-шакті (зовнішня енергія)
3. Таташтха-шакті (прикордонна енергія)

Антаранга-шакті наділяє Бога всемогутністю і пронизує духовний світ («в-собі-і-для-себе»), який є самодостатнім і існує поза часом. Як і Бхагаван, антаранга-шакті описується предикатами сат-чит-ананда (вічносущого, сознающая, сповнена блаженства). Відповідно до цих предикатами в ній виділяються три рівні:
1. Сандхіні-шакті — субстрат духовної реальності, з її допомогою Бхагаван підтримує власне буття і буття інших живих істот, що беруть в Ньому початок.
2. Самвіт-шакті — здатність володіти абсолютним знанням і сила цього знання, завдяки їй Крішна знає себе самого, духовний і матеріальний світ а також живі істоти, вона ж дає можливість живим істотам осягнути Бога.
3. Хладіні-шакті — здатність Крішни відчувати вищу духовну блаженство самому і наділяти блаженством інших.

Сутність хладіні-шакті — вища стадія любові Бога (према), яка виражається в відданого служіння (бгакті). Радга вважається уособленням хладіні-шакті, вічної дружиною Крішни. Крішна — пурна-шактіман («володіє всіма шакті») а Радга — пурна-шакті («повна шакті»), тобто вища, яка охоплює всі інші, подібно до того як Крішна є джерело всіх аватар, Радга є джерело всіх шакті.
Радга-Крішна «нероздільні і несліянності», їх буття відноситься до філософської категорії ачінтья-бхеда-абхеда. Однак Крішна являє собою чоловіче начало, а Радга — жіноче, тому Крішна завжди грає домінуючу роль, а Радга — підлеглу. Їхні взаємини описуються в традиційній вайшнавській літературі езотеричним еротичним мовою.
Ряд інтерпретацій різних традицій у розумінні поклоніння мають загальну базу персоналізм а. Послідовники гаудія-вайшнавістської традиції Чайтан'ї, в своїй доктрині і місії дотримуються строго персоналітстіческіх поглядів на природу Бога. У Гауді-вайшнавізмі Крішна оголошується верховної і початкової іпостассю Бога, Чайтанья шанується як об'єднана аватара Радгі і Крішни, визнається реальність і вічність індивідуальних душ, підносяться конкретні методи наближення до Абсолютної Істини, найвищим аспектом якої вважається Бог у своїй особистісної формі.
Розуміння Радгі-Крішни в Гауді-вайшнавізмі тісно пов'язане з концепцією раси. Богословське використання терміна вперше зустрічається в одному з афоризмів «Веданта-сутр», складених принаймні за два тисячоліття до появи шкіл Німбарка і Чайтан'ї: «Воістину, Господь є раса» (РАСО ваї сах). У цій фразі виражена точка зору на природу Бога як на верховного наслаждающегося расою — вічних духовних смаком.
У своїх бесідах з Чайтаньєю, Рамананда Рай, перед тим як почати опис ролі Радгі в лила х Вріндавана, говорить про її якостях, серед інших текстів цитуючи вірш із «Чайтан'я-чарітамріти»2.8.100.

## Традиції
Радзі-Крішні поклоняються в наступних традиціях індуїзму:

### Бхагаватізм
У Веда х і Пурана х, Радга та інші форми дієсловаРадхімають такі значення, як «досконалість», «успіх» і навіть «багатство». «Панове успіху» Індру називаютьРадхаспаті. Термінрадхаспатітакож використовується у значенні «Господь удачі» по відношенню до Махавішну і вживається Джаядева. СловоРадгазгадується в «Атхарва-веде» і «Тайттірія-брахмане».
Шарлот Водевіль, у своїй роботі «Evolution of Love Symbolism in Bhagavatism» («Еволюція любовного символізму в бхагаватізме») проводить паралелі між Радгою і героїнею поеми Анда «Тіруппавай» на ім'я Наппіннай, яку також згадує Наммальвар, називаючи її невісткою Нандагопи. Попри те, що взаємини Радгі і Наппіннай з Крішною мали різну природу, Наппінай вважається джерелом Радгі в пракріте ської і санскрит ської літератури. У традиційному ритуальному танці кураваі, Крішна танцює зі своєю дружиною Наппіннай.
Щодо взаємовідносин відданих з Крішною та динаміки взаємовідносин самої високою відданою Крішни (Радхі) і об'єкта її любові, Шарлот Водевіль говорить наступне:
|  | Це дуже складні взаємини, відданий «одночасно єдиний і відмінний від Господа», навіть в радості єднання присутній біль розлуки. Насправді, згідно з Ямуначарье, самої високою формою відданості є не зустріч, але те, що безпосередньо супроводжує її, - страх нової розлуки. |

Радга-Крішна згадується в «Яшастілаке» (959 рік), за два століття до періоду Джаядева. Радга також описується в «Брахма-вайварта-пурані» і «Падма-пурані».

### Німбарка-сампрадая
У Німбарка-сампрадаї, також як і в Рудра-сампрадаї, юному Крішні поклоняються разом з його дружиною Радгою. Ці традиції кришнаїзму вважаються найдавнішими традиціями, заснованими на поклонінні Радзі-Крішні. Згідно з Німбарком, Радга є вічною дружиною Вішну-Крішни. Німбарка також згадує про те, що Радга вийшла заміж за свого коханого Крішну. Таким чином, він «рятує» Радху від існуючого навколо її фігури «ореолу аморальності» або аморальності і наділяє її особливими достоїнствами.
Німбарка-сампрадая, заснована Німбарка, є однією з чотирьох авторитетних сампрадаї вайшнавізму. Учені відносять появу традиції до IX — XIII століття ам, проте послідовники традиції вважають, що сампрадая була заснована Німбарка 4500 років тому в ведичний період. Через руйнування мусульманами Матхура Вріндаван в XIII — XIV століття ах, ніяких джерел, що проливають світло на історію традиції, не збереглося.
Такі вчені як Сатьянанда Джозеф, Проф. Расік Біхарі Джоші, Проф. М. М. Агравал та деякі інші, вважають, що Німбарка був або сучасником Шанкар, або жив в кілька більш ранній період. Німбарка був першим Ачар'я, що встановив, поряд з поклонінням Крішни, поклоніння Радзі, — метод поклоніння, званийсакхі-бхава-упасана. У «Веданта-Камадхену-дашашлоке», коментарі Німбарка на «Веданта-сутри», говориться:
|  | Шріматі Радга - це ліва частина тіла Всевишнього Господа, вона блаженно сидить, як і Сам Господь прекрасний, якому служать тисячі гопі: ми медитуємо на цю Верховну Богиню, виконуючу всі бажання. |

Цю тему продовжив Джаядева та інші середньовічні поети, залучені властивою цій філософії блаженної духовною красою.
У Німбарка-сампрадаї, Радга і Крішна мають рівне значення, разом виступаючи об'єктом поклоніння. Праця основоположника традиції Німбарка «Веданта-Париджата-саурабга» вважається одним з найбільш ранніх коментарів на «Веданта-сутри». Пізніше, інші Ачар'я сампрадаї в XIII — XIV століття ах під Вріндавані склали більшу частину літератури про божественну подружжю, або, як вони її називали,Югала-Кішоре. Свамі Шрі Шрібхатта, старший духовний брат Джаядева, подібно йому склав «Югала-шатаку», призначену для виконання в музичному стилідхрупада. На відміну від Джаядева, який склав свою «Гіта-Говинд» на санскрит е, «Югала-шатака» Свамі Шрібхатти була написана на регіональному діалекті гінді брадж-бхашье, поширеному у Врадже. Решта Ачар'я цієї традиції також писали на враджа-бхашье. Унаслідок обмеженою поширеності цього діалекту, в наш час[коли?] праці цих Ачар'я практично не досліджуються, хоча вони і були написані за декілька століть до початку періоду Шести Госвамі Вріндавана.
Так чи інакше, єдиним об'єктом поклоніння в Німбарка-сампрадаї є об'єднана божественна пара Радга-Крішна. Згідно з «Махавані», праці, складеним в XV століття е Свамі Харівьясой Девачарьей:
|  | Я невпинно прославляю Шріматі Радху, яка є ніхто інша, як Крішна, і Шрі Крішну, хто є не хто інший, як Радга. Їх єднання представлено камабіджей і вони є вічними мешканцями Вішну Вриндаван. |

Таким чином, філософія та богослов'я культу Радга-Крішни взяли свій початок в Німбарка-сампрадаї, яка зробила величезний внесок у розвиток традиції поклоніння Радзі-Крішні в крішнаїзмі.

### Пуштімарга

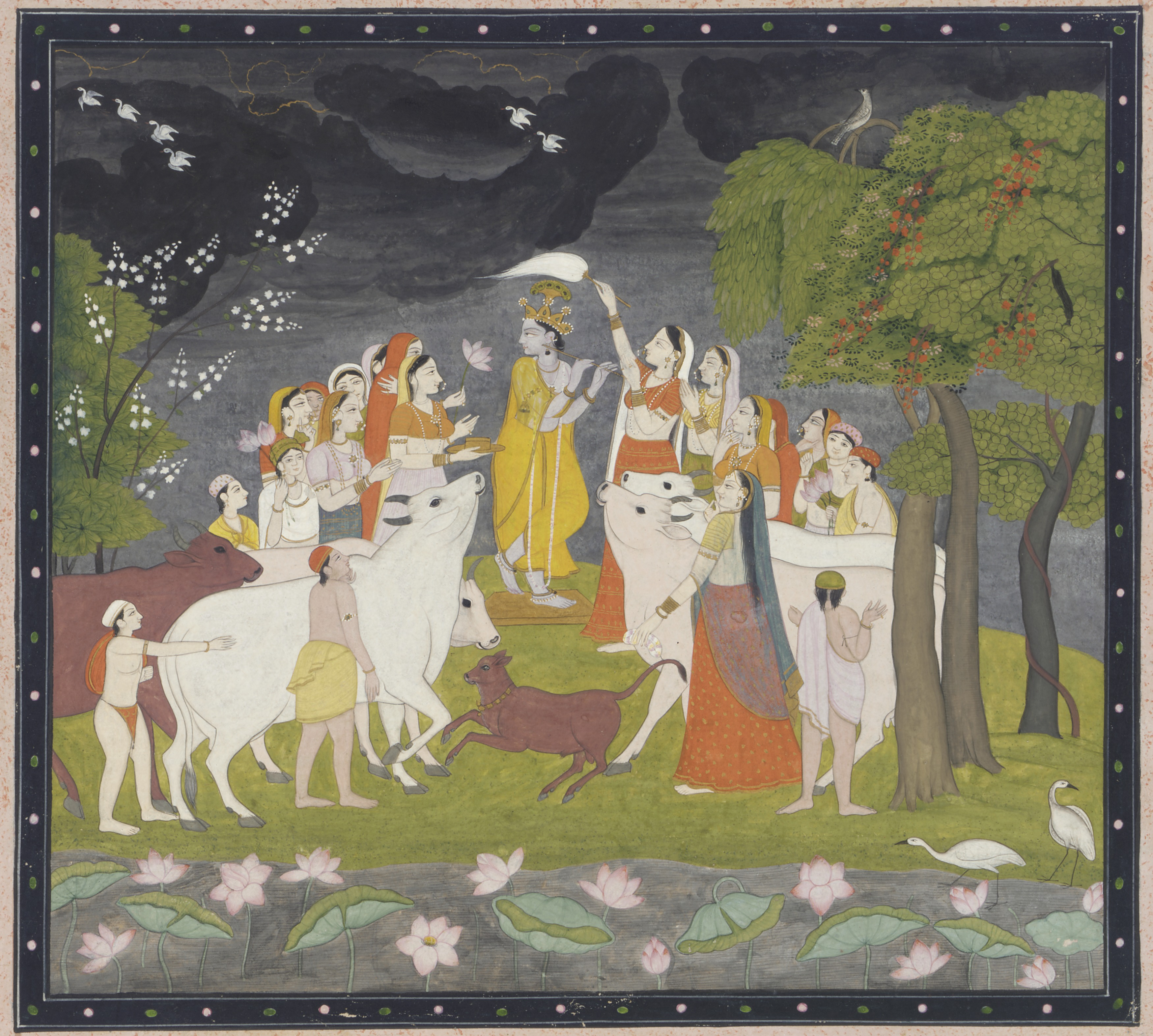
Крішна з гопі — картина з Смітсонівського інституту

Валлабга, засновник традиції пуштімарга, ще до Чайтан'ї встановив поклоніння Радзі. Послідовники цієї традиції ототожнюють себе з дівчатами-подружками і служницями (сакхі) Радгі в духовному світі, які мають привілей влаштовувати інтимні любовні ліли Радгі-Крішни.
У творах одного з видатних поетів цієї традиції, Дхрувадаси, приділено особливу увагу інтимним лилам Радгі-Крішни. У його поемі «Чаурасії-пада», а також у коментарях його послідовників, всіляко величається духовне благо, що отримується від постійної медитації на вічні ліли Радгі-Крішни.
У Валлабга-сампрадаї, також як і в інших традиціях вайшнавізму, приймається першорядне богословське значення «Шрімад-Бхагаватам», але ігноруються деякі ліли, не належать до категорії взаємин Радгі, Крішни і гопі. При цьому робиться наголос на аспект сладлості, або раси, цих взаємин.

### Гауді-вайшнавізм
Гауді-вайшнавізм є однією з течій древньої індуїстської традиції кришнаїзм а. «Гауда» походить від історичної назви провінції в Східної Індії — «Гаудадеша», яка розташовувалася на території сучасних Західної Бенгалії і частини Бангладеш. У ранній бенгальської літературі можна простежити еволюцію розуміння Радгі і Крішни. На думку вчених, однак, джерело головної героїні поеми Джаядева «Гіта-Говінда» залишається невирішеною загадкою санскритської літератури. У той же час існують посилання на більш ніж 20 літературних джерел, датованих більш раннім періодом, ніж «Гіта-Говінда». Образ Радхі є одним з найбільш невловимих в санскритській літературі; вона описується тільки в окремих текстах пракріте ської і санскритської поезії, згадується в декількох написах і ряді праць з граматики, поезії і драмі. У XII століття е, бенгальська поет і вайшнавский святий Джаядева продовжив цю традицію і створив вишукану ліричну поему про пристрасну відданості, поему, яка поклала початок величезному руху бгакті в Бенгалії.
Імовірно в 1415 у видатний бенгальська поет і співак Бару Чандідас написав «Шрі Крішна кіртан», збори чудових пісень, що прославляють Радху і Крішну. Цей текст розглядається як одне з найважливіших свідчень раннього відображення популярної історії «любові Господа Крішни до дівчини-пастушці Радзі» в бенгальської літературі і релігії. 412 пісень «Шрі Крішна кіртана» поділені на 13 розділів. У них представлені різні варіації історій Радгі-Крішни, забезпечують відмінний матеріал для порівняльних досліджень. З манускрипту стає ясно, що пісні, мали оспівувати або декламувати під певні раги. У наукових колах існують певні дебати щодо походження цього тексту, що має величезне релігійне значення.
У гаудія-вайшнавізм е метафізичне положення Радгі і поклоніння їй було встановлено Крішнадасом Кавіраджей в його «Чайтан'я-чарітамріте». Викладена ним доктрина переважала серед послідовників Чайтан'ї під Вриндаван е після відходу останнього в 1534 у. Згідно з Гауді-вайшнавським богослов'ям, Крішна, бажаючи випробувати всю глибину любові, яку Радга відчуває до нього, з'явився на землі як Чайтан'я Махапрабгу — Крішна в умонастрої Радгі. Основним заняттям Радхі як Чайтан'ї було оспівування імен свого коханого Крішни.
Один з самовияву (нерукотворних) мурті Крішни, Радга-Рамана, був встановлений на Гопала Бхатті Госвамі. Радга-Рамана шанується не просто як Крішна, а як Радга-Крішна. Регулярне поклоніння Радга-Раману в храмі, розташованому у Вріндаване, продовжується і до цього дня, і складається з щоденно здійснюються ритуалів, метою яких є отримання можливості безпосереднього спілкування з Радгою і Крішною.

### Маніпурскій вайшнавізм
Вайшнави Маніпура поклоняються Радзі-Крішні. Цар Гаріб Ніваз, що правив Маніпур ом в період з 1709 по 1748, отримав ініціацію в Гауді- вайшнавізм, де Крішні поклоняються як верховної іпостасі Бога палям-Бхагаван у. Він практикував вайшнавізм протягом 20 років до самої своєї смерті. З тих пір Ассам стало відвідувати безліч Гауді-вайшнавских проповідників і паломників.
Поступово, з поширенням гаудія-вайшнавізму, поклоніння Радга-Крішні стало переважної релігійною практикою регіону. Практично у кожному селі був відкритий вайшнавский храм. Танець раса та інші ліли є відмінною рисою регіонального фольклор а, наприклад, в одному з традиційних театральних вистав, одна і та ж танцівниця зображує як Крішну, так і Радху.

### Свамінараяна-сампрадая
Поклоніння Радзі-Крішні займає особливе місце в Свамінарана-сампрадаї. Сам основоположник традиції Сахаджананда Свамі, відомий також як Бхагаван Свамінараяна, згадує Радга-Крішну у своїй праці «шикша-патрі». Він також ініціював будівництво ряду храмів, в яких основними мурті були Радга-Крішна. Свамінараяна «пояснював, що Крішна є в багатьох формах. Коли він перебуває разом з Радгою, він шанується як Верховний Господь під ім'ям Радга-Крішна; коли він з Рукміні, він відомий як Лакшмі-Нараяна». У першому храмі традиції Свамінараяна, побудованому в Ахмадабад е в 1822 у, на центральному вівтарі були встановлені мурті Нара-Нараяни, а також Крішни і Арджуни. По ліву сторону від головного вівтаря були встановлені мурті Радгі-Крішни. Згідно з богослов'ям цієї індуїстської традиції, у Крішни є безліч жіночих супутників, гопі, і з усіх гопі Радга вважається найголовнішою і самої високою відданою Крішни. Ті, хто хочуть наблизиться до Крішни, повинні культивувати в собі духовні якості Радгі. У богослов'ї традиції Свамінараяна, Вішну розглядається як найвища обитель духовного світу. У деяких з храмів руху, як, наприклад, у Шрі Свамінараян Мандір в Мумбаї, встановлені мурті Шрі Голокавіхарі і Радхікаджі — Крішна у своїй формі насолоджується спілкуванням з гопі. Взаємовідносини Крішни з гопі символізують відносини між Богом і його відданими.

### В інших релігіях
На думку деяких учених, золота доба в культурно-релігійному розвитку Індії настала з синкретизації індуїстської та мусульманської культури і релігії, яка сталася внаслідок заступництва деякими мусульманськими правителями вивчення санскрита і перекладів з санскриту на перська мова. Деякі мусульманські поети цього періоду створили твори на теми Радгі і Крішни.

## Храми

### В Індії
Вріндавана і Матхура вважаються основними центрами поклоніння Радзі-Крішні. Найважливіші храми Вріндавана, в яких поклоняються мурті Радга-Крішни, це Мадана-Мохан, Говіндадева, Радга-Рамана, Радга-Гокулананда, Радга-Дамодара, Банку-біхарі, Радга-Валлабга, Югала-Кишор, Радга- Гопінатх, Радга-Шьямасундара і Крішна-Баларами.

### За межами Індії
Існує кілька традицій, які поширили поклоніння Радгі-Крішні в багатьох країнах світу. Найбільшого успіху домігся засновник Міжнародного товариства свідомості Крішни Бгактіведанта Свамі Прабхупада, який відкрив за свого життя понад 100 центрів і храмів на 5-ти континентах і встановив програму навчання поклоніння Радзі-Крішні для західних адептів .
ПрослушатьНа латинице